# 廣州戰鬥 (1923年)
廣州戰鬥發生於1923年4月16日-19日，地點則是在中國粵中及廣州城內一帶。是北洋政府時期大型戰鬥之一。廣州戰鬥的交戰兩方為桂軍沈鴻英部及滇軍。戰鬥進行過程中，沈鴻英與李易標產生內鬨，滇軍趁勢進攻廣州。經過巷戰後，楊希閔獲勝並佔領廣州新街。

## 參看
- 北洋政府
- 中華民國北洋政府時期內戰戰鬥列表